# Pomarańcza (album)
Pomarańcza – debiutancki album zespołu Akurat wydany 29 stycznia 2001 roku nakładem Universal Music Polska. Album ukazał się na płycie CD oraz na kasecie.

## Spis utworów na płycie CD
| Nr  | Tytuł utworu                                                | Długość |
| --- | ----------------------------------------------------------- | ------- |
| 1.  | „Hahahaczyk (Dyskoteka gra)”                                | 2:46    |
| 2.  | „Espania (Jem pomarańcze)”                                  | 3:00    |
| 3.  | „Droga długa jest”                                          | 3:58    |
| 4.  | „Spokój, wielki spokój”                                     | 1:40    |
| 5.  | „Łyżeczka”                                                  | 3:55    |
| 6.  | „Nie same dźwięki złe”                                      | 4:00    |
| 7.  | „Jak zioła”                                                 | 4:37    |
| 8.  | „Lubię mówić z Tobą”                                        | 5:34    |
| 9.  | „O dziewiątce”                                              | 4:04    |
| 10. | „Pomarańczowa mantra”                                       | 4:23    |
| 11. | „Kątem plujący”                                             | 3:48    |
| 12. | „Czas dogania nas”                                          | 2:44    |
| 13. | „Okciuk”                                                    | 4:29    |
| 14. | „Dzwon ciszy”                                               | 4:37    |
| 15. | „Nuta o ptakach” (do słów wiersza Kazimierza Wierzyńskiego) | 3:21    |
| 16. | „Pa pa pa...”                                               | 4:16    |
|     |                                                             | 1:01:12 |